# Droga krajowa

Landesstraßennetz in Polen
Landesstraße
Schnellstraße
Autobahn
Maut-Autobahn
Geplante Straße

Droga krajowa (deutsch: Landesstraße) bezeichnet in Polen sowohl eine Straßenkategorie als auch einen Straßentyp (Landstraße außerhalb geschlossener Ortschaften).

## Straßenkategorie
Die Straßenkategorie wird vom polnischen Staat betrieben und von der der Regierung unterstehenden „Generaldirektion für Landesstraßen und Autobahnen“ (polnisch: Generalna Dyrekcja Dróg Krajowych i Autostrad; GDDKiA) verwaltet. Ausgenommen sind Stadtgemeinden, in denen die Landesstraße durch die jeweilige Stadt verwaltet werden.
Die Straßenkategorie beinhaltet folgende Straßentypen:
- Autobahnen (Abkürzung: A; polnisch: autostrady)
- Schnellstraßen (Abk.: S; poln.: drogi ekspresowe)
- Hauptstraßen mit beschleunigtem Verkehr (Abk.: GP; poln.: drogi główne ruchu przyspieszonego)
- Hauptverkehrsstraßen (vereinzelt; Abk.: G; poln.: drogi główne)

Neben der Straßenkategorie „Droga krajowa“ gibt es die „Droga wojewódzka“, die „Droga powiatowa“ und die „Droga gminna“. Die Straßenkategorie „Droga wojewódzka“ wird von einer Woiwodschaft, die „Droga powiatowa“ von einem (Land-)Kreis („Kreisstraße“) und die „Droga gminna“ („Gemeindestraße“) von einer Stadt- oder Landgemeinde verwaltet.

## Straßentyp

DK 1

Die Droga krajowa (deutsch: Landesstraße, aus: pl. droga – Weg/Straße und pl. kraj – Land im Sinne von Staat; plural: Drogi krajowe) ist ein Straßentyp in Polen und bildet das Hauptfernstraßennetz. Die Landesstraßen dienen dem nationalen und internationalen Verkehr. Ausgebaut sind sie teils wie Bundesstraßen, teils mehrspurig wie autobahnähnliche Straßen, mit getrennten Fahrbahnen.
Der Straßentyp wird in der Regel mit den Buchstaben DK abgekürzt, trägt aber keine Abkürzung im Kennzeichen. Dort ist eine weiße Ziffer auf rotem Hintergrund zu sehen. Die Beschilderung auf den Landesstraßen hat einen grünen Hintergrund mit weißer Schrift.
Die derzeitige Nummerierung besteht ab dem 9. Mai 2001. Die Landesstraßen tragen die Nummern von 1 bis 68 und von 70 bis 97.
Die längste Landesstraße ist die Droga krajowa 8 mit ungefähr 811 km, die kürzeste bildet die Droga krajowa 96 mit 1,5 km.
Im Jahr 2021 betrug die Gesamtlänge des Landesstraßennetzes etwa 19.400 km, davon 17.800 km unter der Verwaltung der GDDKiA.

## Liste der Landesstraßen
Neben den Autobahnen A1, A2, A4, A6, A8 und A18 und den Schnellstraßen gibt es in Polen ein funktionierendes Netz von 96 sogenannten Landesstraßen.

### Droga krajowa  1 – 10
| Bezeichnung | Verlauf |
| ----------- | --- |
| DK1         | als weitergeführt; Podwarpie – Dąbrowa Górnicza – Tychy – Bielsko-Biała – Żywiec – Zwardoń-Myto (slowakische Grenze)                                                      |
| DK2         | als weitergeführt; Siedlce – Terespol (belarussische Grenze) |
| DK3         | Świnoujście – Międzyzdroje – Parłówko; als weitergeführt als weitergeführt; Lubawka (tschechische Grenze)                                                                 |
| DK4         | existiert nicht mehr; auf der ehemaligen Strecke verläuft heute die (Parallel zur A4)                                                                                     |
| DK5         | als weitergeführt; Wrocław – Strzegom – Bolków – Jelenia Góra – Szklarska Poręba – Jakuszyce (tschechische Grenze)                                                        |
| DK6         | als weitergeführt; Szczecin-Dąbie – Koszalin – Gdańsk – Pruszcz Gdański                                                                                                   |
| DK7         | Żukowo – Gdańsk; als weitergeführt als weitergeführt; Płońsk – Zakroczym – Łomianki – Warszawa; als weitergeführt als weitergeführt; Kraków – Chyżne (slowakische Grenze) |
| DK8         | Raczki – Augustów – Białystok; als weitergeführt als weitergeführt; Wrocław – Kłodzko – Kudowa-Słone (tschechische Grenze)                                                |
| DK9         | Radom – Ostrowiec Świętokrzyski – Rzeszów |
| DK10        | Lubieszyn (deutsche Grenze) – Szczecin – Bydgoszcz – Toruń – Płońsk |

### Droga krajowa 11 – 20
| Bezeichnung | Verlauf |
| ----------- | --- |
| DK11        | Kołobrzeg – Koszalin – Piła – Poznań – Ostrów Wielkopolski – Kluczbork – Bytom |
| DK12        | Łęknica (deutsche Grenze) – Głogów – Leszno – Kalisz – Piotrków Trybunalski – Radom – Puławy; als weitergeführt als weitergeführt; Piaski – Lublin – Dorohusk (ukrainische Grenze) |
| DK13        | Szczecin – Rosówek (deutsche Grenze) |
| DK14        | (Anschlussstelle "Róża") – Dobroń – Łódź – Zgierz – Stryków – Łowicz |
| DK15        | Ostróda – Toruń – Inowrocław – Gniezno – Września – Jarocin – Krotoszyn – Trzebnica                                                                                                |
| DK16        | Dolna Grupa – Grudziądz – Iława – Ostróda – Olsztyn – Ełk – Augustów – Ogrodniki (litauische Grenze)                                                                               |
| DK17        | als weitergeführt; Piaski – Zamość – Tomaszów Lubelski – Hrebenne (ukrainische Grenze)                                                                                             |
| DK18        | existiert nicht mehr; auf der ehemaligen Strecke verläuft heute die |
| DK19        | Kuźnica (belarussische Grenze) – Białystok – Międzyrzec Podlaski – Lublin; als weitergeführt als weitergeführt; Rzeszów – Miejsce Piastowe – Barwinek (slowakische Grenze)         |
| DK20        | Stargard – Szczecinek – Kościerzyna – Gdynia |

### Droga krajowa 21 – 30
| Bezeichnung | Verlauf |
| ----------- | --- |
| DK21        | Ustka – Słupsk – Miastko                                                                                           |
| DK22        | Kostrzyn (deutsche Grenze) – Gorzów Wielkopolski – Wałcz – Starogard Gdański – Malbork – Elbląg; als weitergeführt |
| DK23        | Myślibórz – Sarbinowo                                                                                              |
| DK24        | Rudnica – Skwierzyna – Pniewy                                                                                      |
| DK25        | Bobolice – Człuchów – Bydgoszcz – Inowrocław – Strzelno – Konin – Kalisz – Ostrów Wielkopolski – Oleśnica          |
| DK26        | Krajnik Dolny (deutsche Grenze) – Myślibórz – Głazów                                                               |
| DK27        | Przewóz (deutsche Grenze) – Żary – Zielona Góra                                                                    |
| DK28        | Zator – Wadowice – Nowy Sącz – Krosno – Przemyśl – Medyka (ukrainische Grenze)                                     |
| DK29        | Słubice (deutsche Grenze) – Połupin                                                                                |
| DK30        | (Anschlussstelle "Zgorzelec") – Lubań – Jelenia Góra                                                               |

### Droga krajowa 31 – 40
| Bezeichnung | Verlauf                                                                   |
| ----------- | ------------------------------------------------------------------------- |
| DK31        | Szczecin – Kostrzyn – Słubice                                             |
| DK32        | Sękowice (deutsche Grenze) – Zielona Góra – Sulechów – Wolsztyn – Stęszew |
| DK33        | Kłodzko – Boboszów (tschechische Grenze)                                  |
| DK34        | Dobromierz – Świebodzice                                                  |
| DK35        | Golińsk (tschechische Grenze) – Wałbrzych – Bielany Wrocławskie           |
| DK36        | Prochowice – Lubin – Rawicz – Ostrów Wielkopolski                         |
| DK37        | Darłowo – Karwice                                                         |
| DK38        | Pietrowice (tschechische Grenze) – Głubczyce – Reńska Wieś                |
| DK39        | Łagiewniki – Brzeg – Kępno – Baranów                                      |
| DK40        | Głuchołazy (tschechische Grenze) – Kędzierzyn-Koźle – Pyskowice           |

### Droga krajowa 41 – 50
| Bezeichnung | Verlauf                                                                        |
| ----------- | ------------------------------------------------------------------------------ |
| DK41        | Nysa – Trzebina (tschechische Grenze)                                          |
| DK42        | Namysłów – Kluczbork – Radomsko – Skarżysko-Kamienna – Rudnik                  |
| DK43        | Wieluń – Kłobuck – Częstochowa                                                 |
| DK44        | Gliwice – Tychy – Oświęcim – Kraków                                            |
| DK45        | Złoczew – Wieluń – Kluczbork – Opole – Racibórz – Olza                         |
| DK46        | Kłodzko – Opole – Częstochowa – Szczekociny                                    |
| DK47        | Rabka-Zdrój – Nowy Targ – Zakopane                                             |
| DK48        | Tomaszów Mazowiecki – Białobrzegi – Kozienice – Dęblin – Kock                  |
| DK49        | Nowy Targ – Jurgów (slowakische Grenze)                                        |
| DK50        | Ciechanów – Płońsk – Sochaczew – Grójec – Mińsk Mazowiecki – Ostrów Mazowiecka |

### Droga krajowa 51 – 60
| Bezeichnung | Verlauf                                                                                        |
| ----------- | ---------------------------------------------------------------------------------------------- |
| DK51        | Bezledy (russische Grenze) – Bartoszyce – Olsztyn; als weitergeführt                           |
| DK52        | Cieszyn (tschechische Grenze) – Bielsko-Biała – Wadowice – Głogoczów                           |
| DK53        | Olsztyn – Szczytno – Ostrołęka – Różan                                                         |
| DK54        | Chruściel – Gronowo (russische Grenze)                                                         |
| DK55        | (Anschlussstelle "Żuławy Wschód") – Nowy Dwór Gdański – Malbork – Kwidzyn – Grudziądz – Stolno |
| DK56        | Koronowo – Dobrcz                                                                              |
| DK57        | Bartoszyce – Szczytno – Przasnysz – Pułtusk                                                    |
| DK58        | Olsztynek – Szczytno – Pisz – Szczuczyn                                                        |
| DK59        | Giżycko – Mrągowo – Ostrołęka                                                                  |
| DK60        | Topola Królewska – Łęczyca – Kutno – Płock – Ciechanów – Ostrów Mazowiecka                     |

### Droga krajowa 61 – 70
| Bezeichnung | Verlauf                                                                               |
| ----------- | ------------------------------------------------------------------------------------- |
| DK61        | Warszawa – Legionowo – Serock – Różan – Ostrów Mazowiecka; als weitergeführt          |
| DK62        | Strzelno – Włocławek – Płock – Wyszków – Sokołów Podlaski – Słochy Annopolskie        |
| DK63        | Perły (russische Grenze) – Pisz – Łomża – Siedlce – Sławatycze (belarussische Grenze) |
| DK64        | Piątnica Poduchowna – Str. Jeżewo                                                     |
| DK65        | Gołdap (russische Grenze) – Ełk – Białystok – Bobrowniki (belarussische Grenze)       |
| DK66        | Zambrów – Bielsk Podlaski – Połowce (belarussische Grenze)                            |
| DK67        | Lipno – Włocławek                                                                     |
| DK68        | Kukuryki (belarussische Grenze) – Wólka Dobryńska                                     |
| DK69        | existiert nicht mehr; auf der ehemaligen Strecke verläuft heute die                   |
| DK70        | Łowicz – Skierniewice – Zawady                                                        |

### Droga krajowa 71 – 80
| Bezeichnung | Verlauf |
| ----------- | --- |
| DK71        | Stryków – Zgierz (Anschlussstelle "Pabianice Północ") – Rzgów                                                                         |
| DK72        | Konin – Turek – Łódź – Brzeziny – Rawa Mazowiecka                                                                                     |
| DK73        | Wiśniówka – Kielce – Szczucin – Tarnów – Pilzno – Jasło                                                                               |
| DK74        | Wieluń – Bełchatów – Piotrków Trybunalski – Sulejów – Kielce – Opatów – Kraśnik – Szczebrzeszyn – Zamość – Zosin (ukrainische Grenze) |
| DK75        | Kraków-Kościelniki – Brzesko – Nowy Sącz – Muszynka (slowakische Grenze)                                                              |
| DK76        | Wilga – Garwolin – Łuków |
| DK77        | Lipnik – Sandomierz – Stalowa Wola – Jarosław – Przemyśl                                                                              |
| DK78        | Chałupki (tschechische Grenze) – Wodzisław Śląski – Rybnik – Gliwice – Tarnowskie Góry – Zawiercie – Szczekociny – Chmielnik          |
| DK79        | Warszawa-Ursynów – Góra Kalwaria – Kozienice – Sandomierz – Kraków – Trzebinia – Jaworzno – Katowice – Bytom                          |
| DK80        | Pawłówek – Bydgoszcz – Toruń – Lubicz                                                                                                 |

### Droga krajowa 81 – 90
| Bezeichnung | Verlauf                                                                               |
| ----------- | ------------------------------------------------------------------------------------- |
| DK81        | Katowice – Mikołów – Żory – Skoczów                                                   |
| DK82        | (Anschlussstelle "Lublin Tatary") – Łęczna – Włodawa                                  |
| DK83        | Turek – Sieradz                                                                       |
| DK84        | Sanok – Ustrzyki Dolne – Krościenko (ukrainische Grenze)                              |
| DK85        | Nowy Dwór Mazowiecki – Kazuń                                                          |
| DK86        | Podwarpie – Będzin – Sosnowiec; als weitergeführt als weitergeführt; Katowice – Tychy |
| DK87        | Nowy Sącz – Piwniczna (slowakische Grenze)                                            |
| DK88        | Strzelce Opolskie – Nogowczyce – Kleszczów – Gliwice – Bytom                          |
| DK89        | Gdańsk (Westerplatte – )                                                              |
| DK90        | Kol. Ostrowicka – Kwidzyn                                                             |

### Droga krajowa 91 – 99
| Bezeichnung | Verlauf |
| ----------- | --- |
| DK91        | Gdańsk (Port) – Tczew – Świecie – Toruń – Włocławek – Kowal – Krośniewice – (Anschlussstelle „Emilia“) – (Anschlussstelle „Róża“) – (Anschlussstelle „Rzgów“) – Piotrków Trybunalski – Radomsko – Częstochowa – Koziegłowy – Siewierz – Podwarpie |
| DK92        | Rzepin – Świebodzin – Pniewy – Poznań – Września – Konin – Kutno – Łowicz – Sochaczew – Warszawa Zakręt – Choszczówka Stojecka – Mińsk Mazowiecki – Kałuszyn – Siedlce                                                                            |
| DK93        | Świnoujście (deutsche Grenze) – Świnoujście-Łunowo |
| DK94        | (Anschlussstelle „Zgorzelec“) – Bolesławiec – Krzywa – Wrocław – Opole – Strzelce Opolskie – Bytom – Sosnowiec – Dąbrowa Górnicza – Olkusz – Modlniczka Wieliczka – Tarnów – Rzeszów – Jarosław – Radymno – Korczowa                              |
| DK95        | (Anschlussstelle „Grudziądz“) – Grudziądz |
| DK96        | (Anschlussstelle „Turzno“) – |
| DK97        | (Autobahnknoten „Rzeszów Wschód“) – Rzeszów |
| DK98        | existiert nicht mehr; auf der ehemaligen Strecke verläuft heute die und Gemeindestraße |
| DK99        | Nummer nicht vergeben von 2000 |

## Bilder

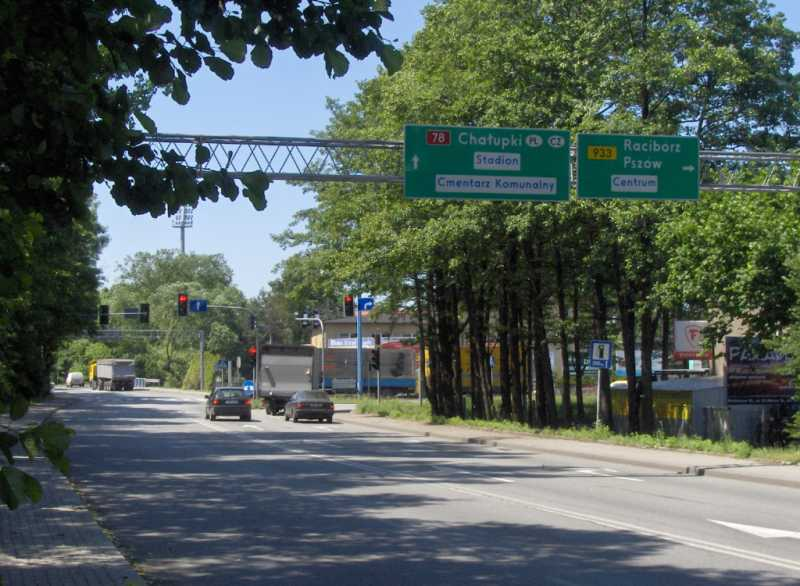
Kreuzung DK 78 mit der DW 933 in Wodzisław Śląski
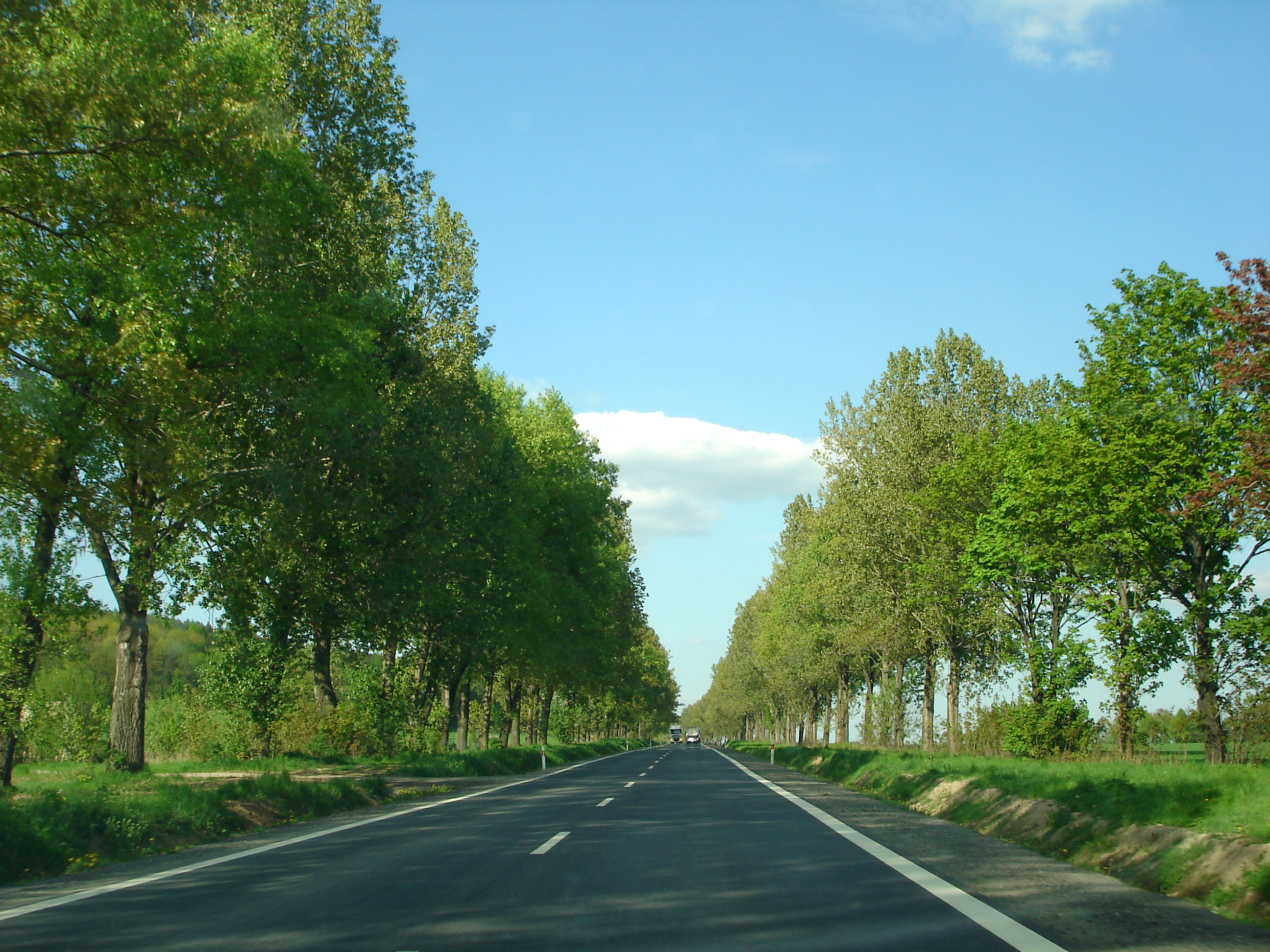
Die Landesstraße 8 bei Bardo in Niederschlesien
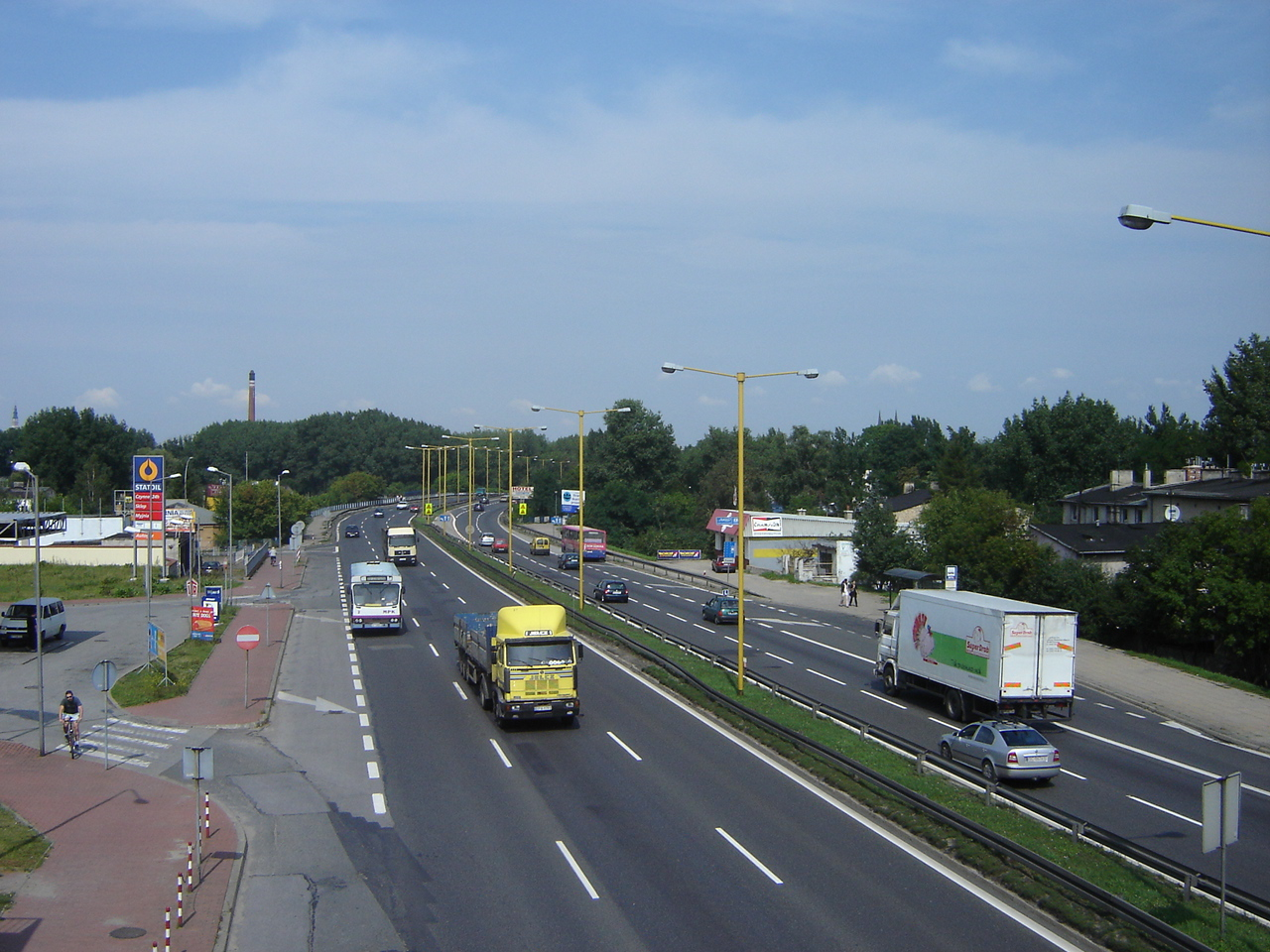
Landesstraße 1 bei Częstochowa